# Austin Joseph Tobin
Austin Joseph Tobin (25. maj 1903 – 8. februar 1978) var administrerende direktør for Port Authority of New York and New Jersey i perioden fra 1942 til 1972. Han blev uddannet på College of the Holy Cross og Fordham Law School.
Han sluttede sig til Port Authority i 1927, hvor han arbejde de første 15 år af sin karriere som advokatfuldmægtig. Han blev forfremmet til at assistere det generelle råd i 1935. I 1942 blev han udnævnt til administrerende direktør for Port Authority. Under hans tredive år som direktør, overså han bl.a. udviklingen af World Trade Center, samt Lincolntunnelen, Newark Liberty International Airport og Port Authority Bus Terminal.